# Perché pagare per essere felici
Perché pagare per essere felici è un documentario del 1971 diretto da Marco Ferreri.

## Trama
Girato fra Toronto, Montréal, Winnipeg, e soprattutto al "Festival pop di Powder Ridge" fra il 1969 e il 1970, Ferreri cerca di fotografare i mutamenti della società americana degli anni settanta con i successivi riflessi sul movimento hippie in Italia. La domanda che si pose il regista è cosa spingesse decine di giovani hippy, provenienti da tutta l'America del Nord, a stare insieme in quelle occasioni. Sull'onda del clima di contestazione e rivolta del Sessantotto (in Europa, ma anticipato di qualche anno negli USA), le novità culturali e di costume nei giovani si propagarono anche in Italia, dove l'onda di cambiamento ebbe un apice nel raduno al Parco Lambro di Milano alla fine del luglio 1976, in coincidenza con la messa in onda di questo film su Rai 2 in BN il 30 luglio. Nel documentario Ferreri inserisce anche materiale di repertorio di Woodstock (1969). È stato recentemente ripresentato al Bellaria Film Festival (2007).